# Julie Nichols
Julie Nichols, ameriška veslačica, *21. april 1978, Walnut Creek, California. 
Nicholsova je za Združene države Amerike nastopila na Poletnih olimpijskih igrah 2012 v Londonu, kjer je nastopila v lahkem dvojnem dvojcu.